# NGC 4489
NGC 4489 is een elliptisch sterrenstelsel in het sterrenbeeld Hoofdhaar. Het hemelobject werd op 21 maart 1784 ontdekt door de Duits-Britse astronoom William Herschel.

## Synoniemen
- UGC 7655
- MCG 3-32-54
- ZWG 99.73
- VCC 1321
- PGC 41365